# Ганс-Генріх Фойгт
Ганс-Генріх Фойгт (нім. Hans-Heinrich Voigt; 18 квітня 1921 — 17 листопада 2017) — німецький астроном, спеціаліст з фізики Сонця. Директор Геттінгенської університетської обсерваторії, ректор Геттінгенського університету (1969—1970), президент Німецького астрономічного товариства (1973—1976). Член Геттінгенської академії наук (1967) і Німецької національної академії наук Леопольдина (1974).

## Біографія
Ганс-Генріх Фойгт був сином Теї Фойгт, уродженої Зіц, і протестантського пастора Вільгельма Фойгта з Айцендорфа. Сім'я переїхала до Целле, де Ганс-Генріх Фойгт у 1939 році закінчив Ернестинум, а потім вивчав математику, фізику та астрономію в Геттінгенському університеті. Від 1941 по 1945 рік він служив в армії. У 1949 році він здобув ступінь доктора астрономії в Геттінгені, захистивши дисертацію доктора філософії про лінії магнію в сонячному спектрі. Його науковим керівником був Пол тен Брюггенкате. З 1949 по 1951 рік він отримував стипендію Німецького дослідницького фонду і працював науковим співробітником у Кілі під керівництвом Альбрехта Унзельда. Потім він був науковим співробітником в Лікській обсерваторії в Каліфорнії (1951—1952), а з 1953 по 1958 рік — асистентом в Університетській обсерваторії в Геттінгені. У 1956 році він зробив габілітацію в Геттінгені і став приват-доцентом. З 1958 року він був спочатку спостерігачем, з 1959 року — науковим консультантом, а з 1962 року — головним спостерігачем в Гамбурзькій обсерваторії під керівництвом Отто Гекмана. У 1963 році він став повним професором астрономії в Геттінгені та директором Геттінгенської університетської обсерваторії. У 1986 році став професором-емеритом.
З 1968 по 1971 рік він був проректором і ректором (1969—1970) Геттінгенського університету. З 1973 по 1976 рік був президентом Німецького астрономічного товариства, а потім членом його правління. З 1964 по 1977 рік він був президентом нещодавно заснованого Товариства Гауса, а з 1987 по 2001 рік — його керуючим директором. На цій посаді він організував багато урочистостей і виставок до 200-річчя Гауса 1977 року.
Він досліджував фізику Сонця, зокрема сонячну атмосферу, і допомагав будувати обсерваторії в Локарно (1960) і Тенеріфе (Обсерваторія Тейде), куди Локарнський телескоп переїхав у 1985 році. З 1953 по 1968 рік він написав численні звіти для «Astronomischen Jahresbericht». Він був співредактором «Fischer Lexikon(s) Astronomie» та є автором відомого підручника «Нарис астрономії» (нім. Abriß der Astronomie).
Від 1967 року він був дійсним членом Геттінгенської академії наук, з 1976 року — її віцепрезидентом, а з 1978 по 1979 рік — президентом. У 1974 році його обрали членом Німецької національної академії наук Леопольдина. У 1993 році отримав медаль Карла Фрідріха Гаусса. З 1994 року став членом-кореспондентом Брауншвейзького наукового товариства.
Між 1965 і 1991 роками він редагував сім астрономічних томів відомого довідника Ландольта-Бернштейна видавництва Springer. У 1991 і 1992 роках видав «Зібрання творів» Карла Шварцшильда в трьох томах.
На його честь названо астероїд 4378 Фойґт, відкритий у 1988 році.
Ганс-Генріх Фойгт був протестантом. Він був одружений з Маргарете Фойгт, уродженою Меріке, з 1949 року до її смерті в 1979 році. У подружжя було двоє дітей, Барбара та Крістіане.

## Роботи
- Dämpfung und Mitte-Rand-Variation der Flügel der Mg.-Serie 31P-n1D auf der Sonne Dissertation
- Abriß der Astronomie. 2 Bände. BI Verlag Mannheim, 1969, 5. Auflage, Spektrum Verlag 1991, 6. Auflage, bearbeitet von Hermann-Josef Röser, Wiley/VCH 2012
- Outline of Astrononym. 2 Bände. 1974.
- Die Erweiterung des astronomischen Weltbildes in den letzten 50 Jahren. Vandenhoeck & Ruprecht, Göttingen (= Göttinger Universitätsreden. Heft 48).
- Das Universum — Planeten, Sterne, Galaxien, Reclam 1994
- Herausgeber (mit Karl Stumpff): Fischer Lexikon Astronomie, Fischer Taschenbuch, zuerst 1957
- Das kleine Buch vom Universum, Bechtermünz 1996